# Бюската, Патрик
Патрик Бюската (фин. Patrick Byskata; 13 августа 1990, Коккола) — финский футболист, полузащитник. Выступает за «КПВ».

## Карьера
Начал карьеру в «ГБК», но впервые вышел на поле на профессиональном уровне в 2010 году в составе «КПВ». В КПВ он был игроком основного состава. В ноябре 2010 года перешёл в «Яро». Сыграл за этот клуб 32 матча, в 31 из них выходил в стартовом составе. 3 ноября 2011 года заключил двухлетний контракт с клубом «Мариехамн».

## Личная жизнь
Патрик Бюската — двоюродный брат футболиста Себастьяна Маннстрёма.